# Coupe de France de cyclisme sur route 1999
La coupe de France de cyclisme sur route 1999 est la 8e édition de la coupe de France de cyclisme sur route.
Le classement général s'ouvre pour la première aux coureurs étrangers. Pendant les sept premières éditions, la coupe de France ne pouvait être attribuée qu'à un coureur Français.
La victoire finale revient  à l'Estonien Jaan Kirsipuu de l'équipe Française Casino.
Les Boucles de Seine Saint-Denis, le Grand Prix de Plouay et le Polymultipliée de l'Hautil quittent la coupe de France ramenant donc le nombre de courses disputées par rapport à l'édition précédente de 18 à 15.

## Résultats
La liste des courses composant la compétition et le podium de chacune d'entre elles sont les suivants :
| 20 fév.  | Tour du Haut-Var                 | Davide Rebellin    | Beat Zberg          | Christophe Bassons   |
| 21 fév.  | Classic Haribo                   | Stuart O'Grady     | Beat Zberg          | Alexandre Vinokourov |
| 21 mars  | Cholet-Pays de la Loire          | Jaan Kirsipuu      | Juris Silovs        | Rik Verbrugghe       |
| 2 avr.   | Route Adélie de Vitré            | Torsten Schmidt    | Nicolas Vogondy     | Max van Heeswijk     |
| 4 avr.   | Grand Prix de la ville de Rennes | Max van Heeswijk   | Pascal Chanteur     | Cristian Moreni      |
| 6 avr.   | Paris-Camembert                  | Fabiano Fontanelli | Max van Heeswijk    | David Moncoutié      |
| 20 avr.  | Côte picarde                     | Pascal Chanteur    | Sergueï Ivanov      | Bart Voskamp         |
| 22 avr.  | Grand Prix de Denain             | Jeroen Blijlevens  | Jaan Kirsipuu       | Niko Eeckhout        |
| 25 avr.  | Tour de Vendée                   | Jaan Kirsipuu      | Lars Michaelsen     | David Millar         |
| 2 mai    | Trophée des grimpeurs            | Laurent Roux       | Bobby Julich        | Christopher Jenner   |
| 29 mai   | À travers le Morbihan            | Patrice Halgand    | Laurent Desbiens    | Johan De Geyter      |
| 5 juin   | Classique des Alpes              | Unai Osa           | Benoît Salmon       | David Etxebarria     |
| 12 sept. | Grand Prix de Fourmies           | Dimitri Konyshev   | Maximilian Sciandri | Dave Bruylandts      |
| 19 sept. | Grand Prix d'Isbergues           | Lauri Aus          | Geert Verheyen      | Frédéric Guesdon     |
| 30 sept. | Paris–Bourges                    | Daniele Nardello   | Andreï Tchmil       | Laurent Brochard     |

## Classements

### Individuel
Le podium du classement général final est le suivant :
| Classement par points | Classement par points | Classement par points | Classement par points | Classement par points |
| Coureur               | Coureur               | Pays                  | Équipe                | Points                |
| --------------------- | --------------------- | --------------------- | --------------------- | --------------------- |
| 1er                   | Jaan Kirsipuu         | Estonie               | Casino                | 187 pts               |
| 2e                    | Pascal Chanteur       | France                | Casino                | 119 pts               |
| 3e                    | Patrice Halgand       | France                | Festina-Lotus         | 70 pts                |

### Par équipe
L'équipe française La Française des Jeux remporte le classement aux points de la meilleure équipe.